# Libusza (przystanek kolejowy)
Libusza – przystanek kolejowy w Strzeszynie, w województwie małopolskim, w Polsce. Przystanek znajduje się przy granicy trzech wsi: Strzeszyna, Libuszy oraz Korczyny. W 1944 roku odnaleziono tu obraz Matki Bożej wywieziony z Kalwarii Pacławskiej.

## Ruch pasażerski
| Rok  | Wymiana pasażerska na dobę |
| ---- | -------------------------- |
| 2017 | 0-9                        |
| 2022 | 0-9                        |